# IC 2346
IC 2346 је двојна звијезда у сазвјежђу Рак која се налази на листи објеката дубоког неба у Индекс каталогу.
Деклинација објекта је + 19° 42' 20" а ректасцензија 8h 24m 10,5s.